# Yan Huiqing
Yan Huiqing (Wade-Giles: Yen Hui-Ch'ing, nome em inglês: Yen, Wei Ching Williams ou W.W. Yen) 顏惠慶  (2 de abril de 1877 - 24 de maio de 1950) foi um escritor, político e diplomata chinês.

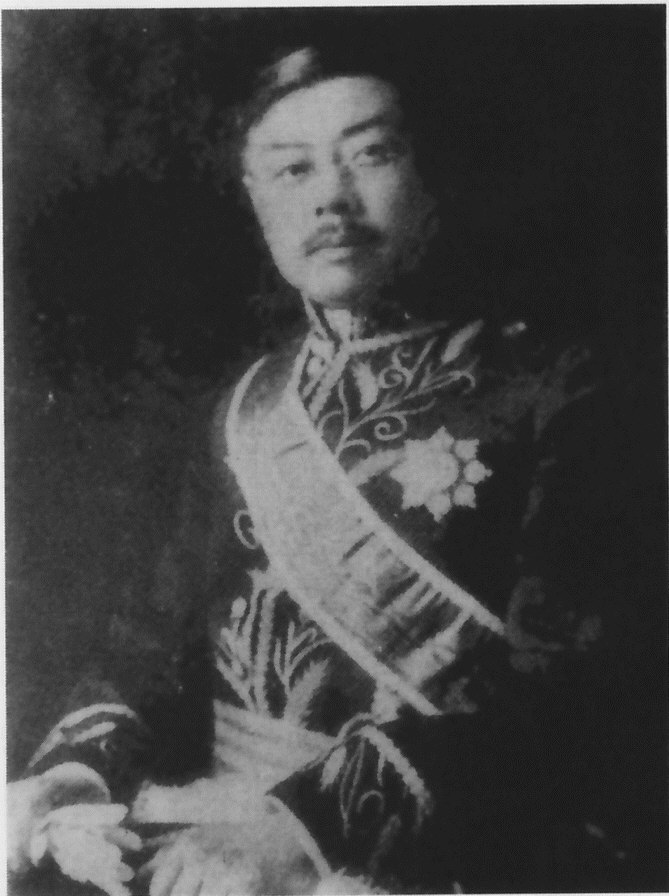
Yan Huiqing

Nascido em Xangai, graduou-se na Universidade de Virginia e lecionou língua inglesa em St. John's University, Shanghai, por um  curto período de tempo depois de voltar dos Estados Unidos e, em seguida, foi a Pequim para iniciar sua carreira política. Foi nos Estados Unidos que tornou-se maçom.
Foi primeiro-ministro cinco vezes e, simultaneamente, presidente interino em seu último mandato como premiê em 1926. Wu Peifu o escolheu a dedo para a presidência em exercício para preparar o caminho para a restauração de Cao Kun, mas foi incapaz de assumir o cargo devido à objeção de Zhang Zuolin. Quando Yan finalmente tomou seu posto de forma oficial, renunciou imediatamente e designou o ministro da Marinha Du Xigui como seu sucessor.
Também foi o primeiro embaixador da China para a União Soviética e foi delegado da Liga das Nações. Durante a Segunda Guerra Mundial, traduziu e compilou Stories of Old China em Hong Kong, enquanto estava em prisão domiciliar sob os japoneses em 1942. Em 1949 viajou para Moscou na esperança de resolver a Guerra Civil Chinesa.